# Moritz in der Litfaßsäule
Moritz in der Litfaßsäule ist ein DDR-Kinderfilm aus dem Jahr 1983. Regie führte Rolf Losansky, der das Drehbuch nach dem gleichnamigen Kinderbuch von Christa Kożik verfasste. Die Hauptrolle spielte Dirk Müller.
Seine Premiere feierte der Film am 27. November 1983.

## Handlung
Der neunjährige Moritz Zack macht die Dinge gerne langsam. Er genießt das Leben und sieht sich alles ganz genau an. Auch hat Moritz sehr viel Phantasie, doch das sind Qualitäten, die im Alltag nicht gefragt sind.
Um Moritz herum sind alle nur am Hetzen. Die Familie Zack ist groß: Neben Vater und Mutter hat Moritz noch drei Schwestern. Der Vater ist Sparkassendirektor und ein sehr pedantischer Mensch, für den Zahlen alles sind („Zahlen sind die Grundbausteine des Lebens.“), an seinem Arbeitszimmer hängt ein Schild mit der Aufschrift Bitte nicht stören. Keiner in der Familie Zack versteht Moritz so richtig, nur seine Tante Pia kann dessen Lebenseinstellung nachvollziehen.
Auch in der Schule kommt Moritz nicht besonders gut an. Im Mathematikunterricht macht Moritz zwar alle Aufgaben richtig, aber eben viel zu langsam. Im Kunstunterricht zeigt Moritz seine große Phantasie, was die Lehrerin jedoch ablehnt. Für sie muss alles real gemalt sein.
Die schlechten Mathe-Noten müssen von den Eltern unterschrieben werden. Das Mathe-Heft wirft Moritz in den Bach.
Aufgrund dieser stetigen Ablehnung durch sein Umfeld beschließt Moritz, von zu Hause auszureißen. Er findet Unterschlupf in einer Litfaßsäule. Dort wohnt eine sprechende Katze, die Moritz als Gesprächspartner dient. Genau wie Moritz hat auch die Katze jede Menge Phantasie, nur mit Moritz’ Langsamkeit kann sich auch die Katze nicht anfreunden.
Während Moritz in der Litfaßsäule lebt, ist ein Zirkus in der Stadt und Moritz lernt ein Zirkusmädchen kennen, das als Seiltänzerin arbeitet. Auch der Straßenfeger, der seine Besen in der Litfaßsäule unterbringt, nimmt sich Moritz’ an.
Nach einigen Gesprächen mit dem Straßenfeger kehrt Moritz schließlich wieder zu seiner Familie zurück. Da seine Tante dort einige Dinge zurechtgerückt hat, können auch die anderen Familienmitglieder Moritz nun besser verstehen.

## Hintergründe
Als Kulisse für den Film diente der mittelalterliche Stadtkern der thüringischen Kleinstadt Pößneck. Die Litfaßsäule stand direkt auf dem Marktplatz der Stadt, obwohl dieser eine Steigung von über zehn Prozent aufweist.

## Kritik
„Ein Kinderfilm, der sich mit Witz und Leichtigkeit der Probleme seiner Hauptfigur annimmt und dabei gleichermaßen pädagogisches wie künstlerisches Einfühlungsvermögen beweist.“

## Auszeichnungen
Beim vierten Nationalen Festival Goldener Spatz für Kinderfilme der DDR in Kino und Fernsehen Gera 1985 erhielt Moritz in der Litfaßsäule einen Sonderpreis des Ministers für Volksbildung der DDR sowie den Findlingspreis der Zentralen Arbeitsgemeinschaft Filmclubs.